# 大橋克行
大橋 克行（おおはし かつゆき、1960年4月14日 - ）は、日本の男性プロボクサー。最高ランクは日本バンタム級1位。神奈川県横浜市磯子区出身。カワイジムに所属していた。横須賀学院高等学校および横浜調理師専門学校出身。
元WBC世界ミニマム級、WBA世界同級王者大橋秀行は実弟。

## 来歴
1978年7月5日、高校3年でプロデビュー。
1981年5月28日、日本バンタム級王者ハリケーン照に挑戦し、判定負けで王座獲得ならず。
1982年3月10日、タイ王国・バンコクでカオサイ・ギャラクシー（のちのWBA世界ジュニアバンタム級王者）と対戦し、3RKO負け。
1982年7月6日、日本バンタム級王者磯上修一に挑戦し、9RTKO負けで王座獲得ならず。
1983年3月29日の試合を最後に引退した。